# KING OF MIX
『KING OF MIX』（キングオブミックス）は、THE BLUE HEARTSの楽曲を様々なアーティストがリミックスした作品を収録したアルバム。「盗賊団」という名前でリリースしている。

## 解説
当時、クラブでTHE BLUE HEARTSの楽曲が流され盛り上がっているのを知った今井裕と、THE BLUE HEARTSの所属事務所の社長であった村田積治が、それならばプロの手でクラブ・ミックスを創ってしまおうと企画した。所属事務所の名前であるジャグラー（手品師や詐欺師、盗賊の意味もある）から付けられた、盗賊団という名義のもとに小西康陽、福富幸宏、佐久間正英、CMJK、Illicit Tsuboi、上原キコウ、ギター男（ガスボーイズ）、CARTER USM、スープ・ドラゴンズ、Dub Master X、BOOM BOOM SATELLITES等が参加している。
どの曲を誰が担当したかは明記されていないが、佐久間は「リンダリンダ」、Illicit Tsuboiは「少年の詩」、小西は「TRAIN-TRAIN」、Dub Master Xは「夢の駅」、福富は「情熱の薔薇」など5曲を担当している。
THE BLUE HEARTSのファンクラブの会報誌には、本作の告知情報として"音源が盗まれた"、"サザンより数倍かっこいい!?"などの記述があり、本企画は前年の1993年に、Z団がサザンオールスターズのリミックス・アルバム『江ノ島 Southern All Stars Golden Hits Medley』をリリースしたことに影響を受けたこともうかがえる。なお、同誌による発売前のアンケートでは、リミックス・アルバムを出して欲しい意見と絶対反対がほぼ半々だったという。
後にTHE BLUE HEARTSのメンバーであった甲本ヒロトは、このアルバムの感想を聞かれて「もっと（原曲を）グチャグチャにしてくれればよかったのに。意外にまともだった」と答えている。
アルバムと同時に、同じく盗賊団名義でTHE BLUE HEARTSのヒット曲5曲（「リンダリンダ」・「人にやさしく」・「夢」・「TRAIN-TRAIN」・「情熱の薔薇」）をメドレー形式にリミックスした8cmCDシングル「THE BLUE HEARTS HIT!HIT!HIT!」も発売された。

## 収録曲
1. ダンス・ナンバー NO-TECH MIX
2. チェルノブイリ HYPER-DRIVED MIX
3. TRAIN-TRAIN READY-MADE MIX
4. 青空 BLUE BUS MIX
5. 情熱の薔薇 JYONETSU'NO'MIX
6. 夕暮れ HOUSE MIX
7. 夢 RAGGA HARP MIX
8. キスして欲しい SLEEPLESS MIX
9. リンダリンダ POST HISTORIC MONSTER DUB MIX
10. 少年の詩 JAPANESE PSYCHO MIX
11. 人にやさしく BRITISH MIXTURE ROCK MIX
12. 情熱の薔薇 ACID FUNK MIX
13. ダンス・ナンバー HAGE MIX
14. 夢の駅 - DUB MASTER X-in DUB